# 中国跨境电子商务综合试验区
中国跨境电子商务综合试验区（英語：China Cross-Border E-Commerce Comprehensive Pilot Zone，简称跨境电商综合试验区）是由中华人民共和国国务院批准设立的跨境电子商务贸易试验区域，是指划出部分城市区域并在所划区域内对跨越中国内地的电子商务贸易活动采用特定的管理模式、给予特殊的政策优惠，以实现更为便利化的跨境电子商务贸易。跨境电商综合试验区实施的政策试点领域非常广泛，包括涵盖海关和检验检疫等方面的政务便利化改革、物流体系优化、金融服务体系优化等诸多方面。
各地的跨境电商综合试验区以城市名命名为“中国（城市名）跨境电子商务综合试验区”。中国（杭州）跨境电子商务综合试验区于2015年3月7日批准设立，该试验区成为了首个跨境电商综合试验区。此后国务院又于2016年1月12日批复在天津市、上海市、重庆市、合肥市、郑州市、广州市、成都市、大连市、宁波市、青岛市、深圳市、苏州市等12个城市设立跨境电商综合试验区。此外，商务部提出要在2018年适时扩大跨境电商综合试验区范围，进一步增加试点城市。
2020年4月27日，国务院同意在雄安新区、乌鲁木齐市等46个城市和地区设立跨境电子商务综合试验区。

## 设立背景
早在2012年，为落实中华人民共和国《国民经济和社会发展“十二五”规划纲要》所提出的发展电子商务的任务，国家发展改革委、海关总署、财政部等八个中央部委就联合提出建立“国家电子商务示范城市”，并将研究跨境贸易电子商务便利化措施作为试点的一项重要内容。当年，就确定了郑州、上海、重庆、杭州和宁波5个城市，由国家发改委和海关总署牵头开展跨境电子商务服务试点。
国家跨境贸易电子商务服务试点工作开展的一年时间中，各个试点城市都取得了较大的成效，随后试点又扩大到了广州。同时，试点的政策内容也作出了一定的调整，以便进一步推进试点工作的开展。
在此后一段时间，中国内地的跨境电子商务发展势头越来越迅猛，截至2014年中国跨境电子商务占整体贸易的渗透率达到14.2%，贸易额达到3.75万亿元人民币，增长率达38.9%，通过推动试点更为便利的跨境电商政策，来重塑产业链、实现传统外贸向跨境电子商务转型升级的需求显著上升。

## 试验区政策
在跨境电商综合试验区设立之初，即提出要建立构建六个体系，包括信息共享体系、金融服务体系、智能物流体系、电商信用体系、统计监测体系和风险防控体系；以及两个平台，包括线上“单一窗口”平台和线下“综合园区”平台。“六体系两平台”旨在通过海关、国检、税务、外汇管理等部门的数据交换，形成“信息互换、监管互认、执法互助”的政府管理模式，从而实现通关一体化等诸多贸易便利；通过电商、物流、银行等机构的数据交换，实现金融服务、物流服务方面的更多便利，降低电商企业的融资、汇兑困难和物流运输成本。
在政策上，跨境电商综合试验区也给予了在综合试验区登记备案的电商诸多方面的优惠，这其中就包括：减免增值税，允许登记电商和个人开立个人外汇结算账户凭合同或运单直接在银行办理跨境电子商务涉及的外汇收支而不受5万美元个人结售汇年度额度限制、逐步提高货物贸易单笔金额上限等政策。同时，2018年海关关务政策将对跨境电子商务有更多倾向，海关总署计划实施《跨境电商标准框架》，进一步简化申报、并实现集中纳税、代扣代缴、允许批量的转关、创新退换货方面的流程、提供税款担保服务。

## 试验成果
中国（杭州）跨境电子商务综合试验区的初期探索效果显著，截至2015年11月底，杭州市跨境电子商务交易规模从2014年不足2000万美元已经快速增至30.4亿美元；同时，上线备案的外贸企业数量大幅度增加，在杭州跨境电商综试区备案的企业增至4000多家。随后在国务院常务会议上，杭州跨境电商综试区所构建的“六体系两平台”得到了肯定，并开始向其他12个新的试点城市推广。
跨境电商综合试验区扩容至13个后，随着杭州跨境电商综试区的初期探索经验在新的试验区实施，各个试验区2017年的跨境电商进出口同比均增长一倍以上，多个新试验区的跨境电商贸易在设立第一年即取得了显著的增长。
在跨境电商综合试验过程中，由于政策对接原因，也产生了一定的波折。2016年4月8日颁布的中国跨境电子商务零售进口税收新政和《跨境电子商务零售进口商品清单》，对一些零售进口商品提出了新的要求，让很多企业措手不及，使得一些热门商品的贸易受阻。数天后发布的第二批正面清单对所列商品仍没有妥善解决有关问题，海外直邮的税收压力继续增大，一些货物出现严重缺货的情况。新的监管政策先后三次延缓实施，跨境电商监管过渡期政策至2018年底，现行货物进口监管模式仍然有待进一步的革新和成熟化。